# Vladovce
Vladovce (en serbe cyrillique : Владовце) est un village de Serbie situé dans la municipalité de Trgovište, district de Pčinja. Au recensement de 2011, il comptait 41 habitants.

## Démographie
| 1948 | 1953 | 1961 | 1971 | 1981 | 1991 | 2002 | 2011 |
| ---- | ---- | ---- | ---- | ---- | ---- | ---- | ---- |
| 180  | 147  | 106  | 93   | 60   | 57   | 50   | 41   |

|  |